# Marburg Open 2014
Il Marburg Open 2014 è stato un torneo di tennis facente parte della categoria ATP Challenger Tour nell'ambito dell'ATP Challenger Tour 2014. È stata la 5ª edizione del torneo che si è giocato a Marburgo in Germania dal 23 al 29 giugno 2014 su campi in terra rossa e aveva un montepremi di 35 000 €+H.

## Partecipanti singolare

### Teste di serie
| Nazionalità | Giocatore         | Ranking* | Testa di serie |
| ----------- | ----------------- | -------- | -------------- |
| Argentina   | Diego Schwartzman | 93       | 1              |
| Brasile     | Thomaz Bellucci   | 98       | 2              |
| Germania    | Andreas Beck      | 131      | 3              |
| Brasile     | João Souza        | 134      | 4              |
| Argentina   | Horacio Zeballos  | 136      | 5              |
| Paesi Bassi | Thiemo de Bakker  | 143      | 6              |
| Portogallo  | Gastão Elias      | 154      | 7              |
| Romania     | Marius Copil      | 160      | 8              |

- Ranking al 16 giugno 2014.

### Altri partecipanti
Giocatori che hanno ricevuto una wild card:
- Richard Becker
- Nikola Milojević
- Julian Lenz
- Alexander Zverev

Giocatori che sono passati dalle qualificazioni:
- Boris Pašanski
- Franko Škugor
- Cristian Garín
- Jozef Kovalík

## Partecipanti doppio

### Teste di serie
| Nazionalità | Giocatore          | Nazionalità   | Giocatore        | Ranking* | Testa di serie |
| ----------- | ------------------ | ------------- | ---------------- | -------- | -------------- |
| Argentina   | Diego Schwartzman  | Argentina     | Horacio Zeballos | 229      | 1              |
| Canada      | Adil Shamasdin     | Nuova Zelanda | Artem Sitak      | 229      | 2              |
| Colombia    | Nicolás Barrientos | Colombia      | Juan Carlos Spir | 246      | 3              |
| Bielorussia | Sergey Betov       | Bielorussia   | Alexander Bury   | 255      | 4              |

- Ranking al 16 giugno 2014.

### Altri partecipanti
Coppie che hanno ricevuto una wild card:
- Jan Beusch /  Jan-Lucas Ganssauge
- Julian Lenz /  Alexander Zverev
- Jannis Kahlke /  Tadej Turk

## Vincitori

### Singolare
Horacio Zeballos ha battuto in finale  Thiemo de Bakker con il punteggio di 3–6, 6–3, 6–3

### Doppio
Jaroslav Pospíšil /  Franko Škugor hanno battuto in finale  Diego Schwartzman /  Horacio Zeballos con il punteggio di 6–4, 6–4